# 塔斯馬尼亞巨型螯蝦
塔斯馬尼亞巨型螯蝦（学名：Astacopsis gouldi）原產於塔斯馬尼亞島的淡水裡，是世界上體型最大的淡水蝦。其寿命也很长，可达60年。

## 特征
雄虾有比雌虾大得多的钳子。重可达6（13英磅），长80（31英寸），但一般2—3（4.4—6.6英磅）左右的个体就算大了。

## 习性
它是一种杂食动物，吃腐木、树叶，也吃小鱼小虾。其寿命很长，可达60年。但它的成长速度也比较慢，雌虾14岁才达到性成熟，雄性则一般需要9年。成年个体每两年会在秋季繁殖一次，每次产224–1300枚卵。雌虾负责孵育，孵化需要九个月，期间雌虾会把卵带在腹部。幼苗体长约6（0.24英寸），仍然附着在雌虾腹部，在经过数月才会离开。

## 外部連結
- Inland fisheries, fact sheet （页面存档备份，存于）